# Valea Bisericii (okręg Jałomica)
Valea Bisericii – wieś w Rumunii, w okręgu Jałomica, w gminie Drăgoești. W 2011 roku liczyła 72 mieszkańców.